# اوپن‌سیم
اوپن‌سیم (به انگلیسی: OpenSim) یک نرم‌افزار متن باز برای شبیه‌سازی، مدل‌سازی و آنالیز در زمینه بیومکانیک است. هدف این نرم ارائه ابزار رایگان و گسترده برای تحقیق در زمینه بیومکانیک و علم کنترل موتور است.
اوپن‌سیم طیف گسترده‌ای از مطالعات در مورد آنالیز دینامیک راه رفتن، عملکردهای ورزشی، شبیه‌سازی روش‌های جراحی، آنالیز عملکرد مفاصل، طراحی دستگاه‌های پزشکی و شبیه‌سازی حرکات انسان‌ها و حیوانات را فراهم می‌کند. این نرم‌افزار تجزیه و تحلیل دینامیک معکوس و شبیه‌سازی دینامیک رو به جلو را انجام می‌دهد. اوپن‌سیم در صدها آزمایشگاه بیومکانیک در سراسر جهان برای مطالعه حرکت‌ها مورد استفاده قرار گرفته‌است و دارای جامعه توسعه دهنده نرم‌افزاری است.
اوپن‌سیم یکی از برنامه‌های شاخص از سیم بایوس در سازمان ملی بهداشت آمریکا در مرکز محاسبات پزشکی در دانشگاه استنفورد است. سیم بایوس که در سال ۲۰۰۴ در جهت توسعه ابزارهای محاسباتی برای فیزیک مبتنی بر مدل‌سازی و شبیه‌سازی ساختارهای زیستی تأسیس شد.

## تاریخچه
اوپن سبم ۱٫۰ در ۲۰، اوت ۲۰۰۷ ارائه شد و دارای قابلیت‌هایی چون بازدید دستگاه عضلانی اسکلتی انسان، وارد کردن مدل‌هایی که در ای آی ام ام (Musculographics Inc.) طراحی شده‌اند، ویرایش مسیرهای عضلانی و تولید مدل شبیه‌سازی شده از روی داده هابود.

اوپن سیم ۱٫۱ در ۱۱، دسامبر سال ۲۰۰۷ منتشر شد که قابلیت‌های جدیدی مانند موقعیت دوربین برای ضبط فیلم‌های شبیه‌سازی کاربران. یک آنالیزر با ضریب خطای کم برای محاسبهٔ توابع تک تک عضلات به آن اضافه شد.

اوپن سیم ۲٫۲٫۱ در ۱۱ آوریل ۲۰۱۱ منتشر شد. آخرین و جدیدترین اوپن سیم دارای رابط کاربری است و به کاربر اجازه می‌دهد که حرکت‌های عضلانی را مرزبندی کند و محرک‌های مربوط به استاتیک را بهینه‌سازی کند.